# Montchal
Montchal település Franciaországban, Loire megyében. Lakosainak száma 507 fő (2022. január 1.). Montchal Violay, Cottance, Panissières és Sainte-Agathe-en-Donzy községekkel határos.

## Népesség
A település népességének változása:
| Lakosok száma | 493  | 470  | 391  | 448  | 496  | 502  | 492  | 504  | 501  | 507  |
|               | 1968 | 1982 | 1990 | 2006 | 2013 | 2015 | 2017 | 2019 | 2020 | 2022 |